# Вікторія Модеста
Вікторія Москальова (англ. Viktoriya Moskalyova; *25 лютого 1987), відома як Вікторія Модеста, британська співачка, авторка пісень, артистка, креативна директор і модель латвійського походження, перша поп-виконавиця з неприхованим біонічним протезом. 
Нога Модести була уражена внаслідок пологової травми і у 2007 році за рішенням Вікторії її було ампутовано. Модеста має контракт з IMG Models як модель, музиканткою ж зарекомендувала себе як перша «біонічна поп-виконавиця». Її кліп «Prototype» отримав нагороду «Срібний лев» на Каннському кінофестивалі. Виступала на церемонії закриття літніх Паралімпійських ігор 2012 року та була запрошеною зіркою на Crazy Horse у Парижі у 2019 році.

## Ранні роки
Вікторія Москальова народилася 25 лютого 1987 року в Даугавпілсі, місті у тодішній радянській Латвії. Там вона у музичній школі навчалася співу з шести років. Родина Вікторії емігрувала з Латвії до Великобританії, коли їй було 12 років. Через лікарську недбалість Вікторія народилася з сильним вивихом лівого стегна та ноги. На її юну матір тиснули, аби вона віддала Вікторію до дитячого будинку, але та відмовилася і виховала Модесту, яка більшу частину свого дитинства провела у лікарнях. Їй часто доводилося стикатися з критикою від дорослих, які не вірили, що нездорова й бідна дівчина досягне успіху у житті.

## Кар'єра

### Модельна кар'єра
Почала кар'єру моделі в 15 років. Вона з'являлася на обкладинках субкультурних журналів, таких як Bizarre, Skin Two, а також у таких мейнстримних журналах, як Elle, Vogue і Harper's Bazaar. Працювала фотомоделлю на показах мод у Мілані, Лондоні та Нью-Йорку. 10 січня 2015 року Москальова підписала контракт з IMG Models worldwide.

### Музика
Вікторія з 6 років вивчала фортепіано, вокал і ноти у музичній школі у Даугавпілсі, Латвія. У 2009 році вона запустила свій перший спільний проект з написання музики з музикантом/продюсером Ніком Ходжесом. Її перший записаний трек «Джейн Бонд» було представлено у Playlist Music Week. У травні 2010 року Evo Music Rooms представлений Едіт Бовман обрав Москальову однією з шести найкращих неавторизованих виконавців у Великобританії. Шоу транслювалося на каналі Channel 4. 19 березня 2010 року Москальова випустила свій перший мініальбом під назвою EP1. 28 травня 2012 року відбувся незалежний цифровий реліз її дебютного синглу «Only You», який освічували журнали i-D Magazine, Wonderland і Notion .
12 грудня 2014 року Вікторія розпочала співпрацю з Channel 4 для кампанії Born Risky, яка назвала її першою у світі «біонічною поп-виконавицею», що підкріплювалося треком «Prototype», випущеним на Spotify. Відео для кампанії зняв Саам Фарахманд. Відео привернуло увагу в усьому світі і станом на червень 2019 мало понад 12 мільйонів переглядів на YouTube і понад 16 мільйонів на сторінці Channel 4 у Facebook. Цю історію було освічено такими світовими новинними мережами, як i-D Magazine, Upworthy, Forbes та Elle Magazine USA. Кліп отримав нагороду «Срібний лев» на Каннському кінофестивалі. Модеста також виступала на фестивалі Music Tech Fest у Берліні у 2016 році та Art Basel Miami у 2017 році. Також вона співпрацювала з Британською Радою у рамках вистави «Сон літньої ночі».
Вона є випускницею European Young Leader (EYL40) і долучилася до медіа-лабораторії MIT як членкиня ради директорів.

### Церемонія закриття літніх Паралімпійських ігор 2012

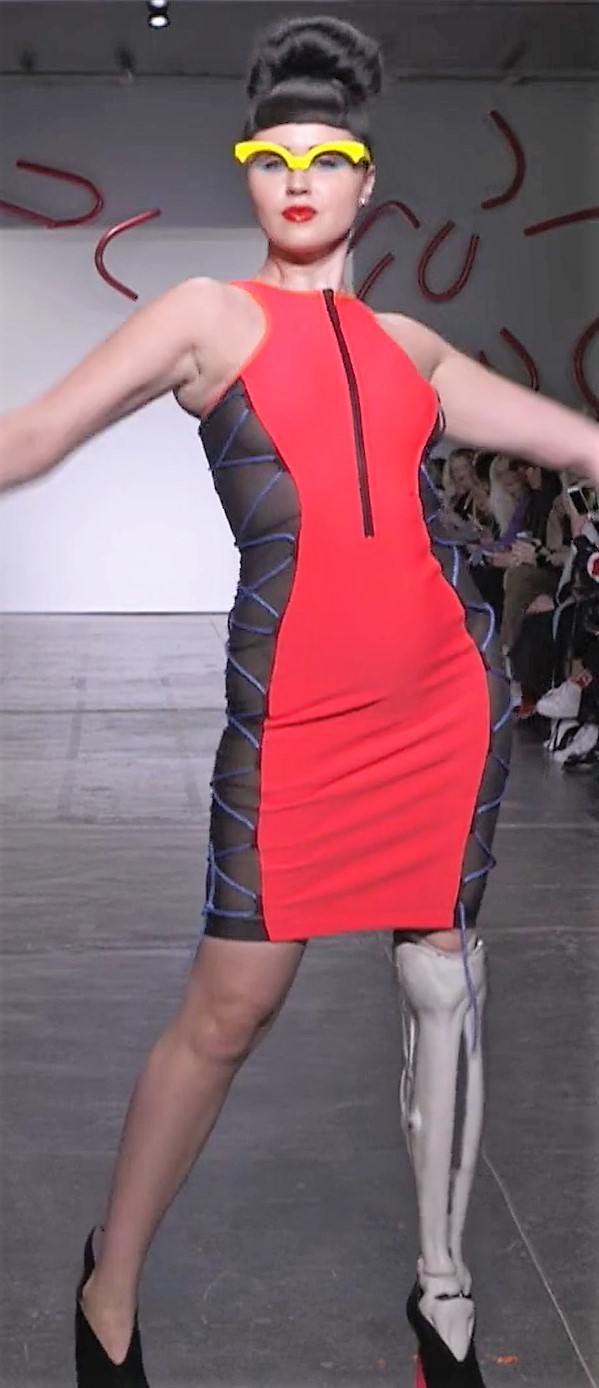
Модеста крокує подіумом на показі Chromat Осінь/Зима 2018

Модеста виступила в ролі «Снігової королеви» під час живого виконання пісні «42» гурту Coldplay на церемонії закриття Літніх Паралімпійських ігор у Лондоні 2012 року під керівництвом Кіма Гевіна в секції «Зима» разом із 6 фігуристами з британського шоу «Танці на льоду». Про її виступ із протезом ноги, вкритим кристалами Swarovski, писали в журналах The Times, Grazia та Look.

### Crazy Horse у Парижі
У червні 2019 року Модеста виконала роль «The Bionic Showgirl» у кабаре Crazy Horse у Парижі. Тоді вона вдягала три спеціально замовлені для виступу протези, наприклад, протез у вигляді білого шипа та шипа, що підсвічувався у тон неону в інтер'єрі. Шоу було створено спільно з креативним директором Crazy Horse Андре Дайсенбергом та музичним продюсером Madeaux. Її шоу описали як «виклик стереотипам про жінок у її потужному виконанні», додавши, що вона «буквально перетворює людське тіло на мистецтво».

### Співпраця
Вікторія Модеста співпрацювала з різними компаніями над мультимедійними проектами, зокрема з Rolls Royce у її відеоарт-фільмі Black Badge у 2019 році та Г'ю Герром у MIT Media Lab, з United Nude для створення туфель на високих підборах, які могли б включати у себе підтримуючу електроніку для оснащеного котушками Тесла протеза Вікторії, який вона носила у Rolls Royce Art Film. Також її партнерами були голландський дизайнер Анук Віпрехт, дизайнерка Софі де Олівейра Барата та режисер Жора Франціс. У 2016 році вона брала участь у Alternative Limb Project, який був показаний у Бостонському музеї образотворчого мистецтва.

### Телесеріали
У 2017 році Модеста з'явилася у другому епізоді третього сезону «Кіллджойс» від SyFy Network у ролі хакерки Ніко, де показала кілька своїх культових протезів ніг. Саундтрек до епізоду включав кілька повторень синглу Модести «Prototype».

## Особисте життя
У 2007 році Модеста перенесла добровільну ампутаціу ноги нижче коліна, аби покращити мобільність і зберегти здоров'я. До цього вона перенесла 15 операцій у спробах врятувати ногу, але без суттєвих поліпшень. Вона ухвалила рішення щодо ампутації у 15 років, але їй знадобилося п'ять років, щоб переконати хірурга провести процедуру. Так вона стала відома тим, що кинула виклик сучасному сприйняттю альтернативної краси і виступає адвокаткою зміни громадських поглядів на використання аугментованих частин тіла.

## Дискографія
Мініальбоми
- EP1 — 2010
- Counterflow (Протитечія) - 2016[43]
- MOKSHA - 2021

Сингли
- «Only You» (2012)
- «Prototype» (2014)